# Oliver Hermanus
Oliver Hermanus (Ciudad del Cabo, 26 de mayo de 1983) es un cineasta sudafricano, reconocido por sus películas Shirley Adams (2009), Skoonheid (2011) y The Endless River (2015). Skoonheid ganó el premio Queer Palm en el Festival de Cannes de 2011.

## Biografía
Su primer largometraje, Shirley Adams, fue estrenado en 2009 y relata la historia de la madre de un joven que ha quedado en estado parapléjico luego de una pelea de pandillas. Hermanus afirmó que la idea para el filme surgió de una historia que le contó su hermana, una terapista ocupacional que debió atender a un joven con el mismo problema. La película se exhibió en importantes eventos internacionales como el Festival de Cine de Locarno y el Festival de Cine de Toronto.
Skoonheid, su segundo filme, se convirtió en la quinta película sudafricana en competencia en el Festival de Cannes, donde se alzó con el premio Queer Palm en 2011. La cinta relata la historia de François, un hombre casado que se obsesiona con un atractivo abogado llamado Christian, hijo de uno de sus mejores amigos. En 2015 estrenó The Endless River, primera película sudafricana que compitió por el León de Oro en el Festival de Cine de Venecia. Moffie de 2019 es su más reciente producción cinematográfica.

## Filmografía
- 2009 - Shirley Adams
- 2011 - Skoonheid
- 2015 - The Endless River
- 2019 - Moffie
- 2022 - Living
- 2025 -  The History of Sound